# Nigel Dabinyaba
Nigel Dabinyaba (26 de octubre de 1992) es un futbolista papú que juega como delantero en el Lae City Dwellers.

## Carrera
Debutó en 2011 jugando para el Hekari United, con el que ganó en tres oportunidades la Liga Nacional de Papúa Nueva Guinea. En 2014 pasó al Lae City Dwellers, donde volvió a ser campeón en dos oportunidades. En noviembre de 2016 recaló en el Canterbury United neozelandés, aunque al poco tiempo de su arribo fue contratado por el Penang malayo. Aunque en la temporada 2017 fue el goleador del club con 4 tantos en 20 partidos, regresó a Papúa Nueva Guinea una vez finalizada la misma para fichar por el Lae City Dwellers]].

### Clubes
| Club              | País               | Año             |
| ----------------- | ------------------ | --------------- |
| Hekari United     | Papúa Nueva Guinea | 2011 - 2014     |
| Lae City Dwellers | Papúa Nueva Guinea | 2014 - 2016     |
| Canterbury United | Nueva Zelanda      | 2016            |
| Penang            | Malasia            | 2017            |
| Lae City Dwellers | Papúa Nueva Guinea | 2018 - Presente |

### Selección nacional
Disputó el Campeonato Sub-20 de la OFC 2011 representando a Papúa Nueva Guinea, en el que disputó los tres encuentros de la fase de grupos, en la que el combinado papú fue eliminado al verse superado por Vanuatu y Fiyi. Dabinyaba convirtió ante Samoa Americana y frente al seleccionado vanuatuense. Al año siguiente afrontó el Torneo Preolímpico de la OFC 2012, en el que colaboró a que su selección terminase cuarta. Anotó un gol frente a Tonga en una victoria por 3-0.
Su debut con la selección mayor se produjo el 9 de junio de 2014 en un amistoso frente a Singapur, que ganó el encuentro por 2-1. Dos años después fue convocado para la Copa de las Naciones de la OFC 2016, en la que Papúa Nueva Guinea fue subcampeón, colaborando Dabinyaba en esa campaña con dos tantos frente a Samoa y uno ante las Islas Salomón.